# ويليام مردوخ (فيزيائي)

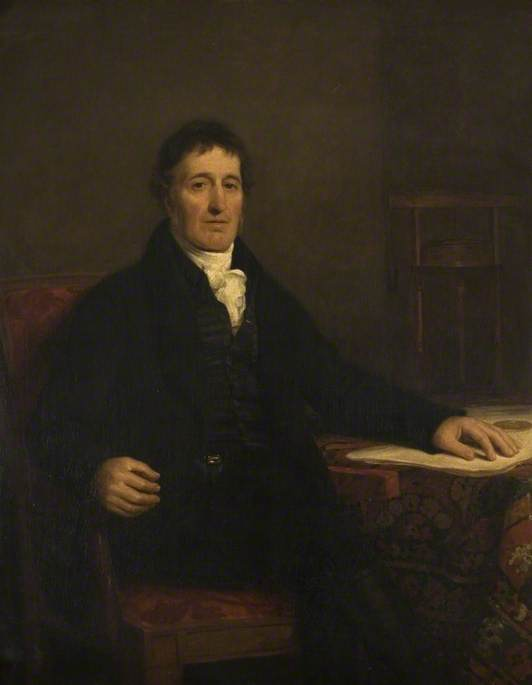
وليام مردوخ

وليام مردوخ (بالإنجليزية: William Murdoch, or Murdock)‏ ـ (21 أغسطس 1754 ـ 15 نوفمبر 1839) مهندس ومخترع اسكتلندي عمل في المحركات البخارية في شركة «بولتون آند واط» في كورنوال بإنجلترا. ابتكر نظام الإضاءة بالغاز في بدايات العقد الأخير من القرن الثامن عشر، كما أدخل إضافات قيمة على المحرك البخاري واشترك في إنشاء النسخ الأولى من البواخر البريطانية التي عبرت بحر المانش. وقد ابتكر مردوخ نموذجاً أولياً للقاطرة البخارية سنة 1784 واكتشف العديد من الاكتشافات في علم الكيمياء.
حصل وليام مردوخ على وسام رمفورد سنة 1808 تقديراً «لأبحاثه المنشورة حول استخدام الغاز المستخرج من الفحم في أغراض الإضاءة».

## روابط خارجية
- ويليام مردوخ على موقع الموسوعة البريطانية (الإنجليزية)